# Cantone di Bédarieux
Il Cantone di Bédarieux era una divisione amministrativa dell'Arrondissement di Béziers.
A seguito della riforma approvata con decreto del 26 febbraio 2014, che ha avuto attuazione dopo le elezioni dipartimentali del 2015, è stato soppresso.

## Composizione
Comprendeva i comuni di:
- Bédarieux
- Camplong
- Carlencas-et-Levas
- Faugères
- Graissessac
- Pézènes-les-Mines
- Le Pradal
- Saint-Étienne-Estréchoux
- La Tour-sur-Orb